# Praya Lundberg
Praya Lundberg (thai: ไปรยา ลุนด์เบิร์ก), även känd som Praya Suandokmai (thai: ไปรยา สวนดอกไม้) eller smeknamnet Pu (thai: ปู), född 28 mars 1989, är en thailändsk skådespelare och modell med delvis svensk härstamning.
Praya Lundberg har svensk far och thailändsk mor. Hon är född och uppväxt i Thailand. Hon gjorde sin skådespelardebut i TV-serien Rak Dai Mai Thar Hua Jai Mai Pean och hade roller i TV-serier som Sao Noi Nai Tha Kieng Kaew (2004) och Nang Sao Som Lon. Hennes första roll i en film var komedin Maa Kap Phra (2006) och medverkade också i actionkomedin Bangkok Adrenaline (2009).